# Marion Allemoz
Marion Allemoz (née le 4 juillet 1989 à Chambéry en France) est une joueuse française de hockey sur glace devenue entraîneuse. Elle a évolué en tant qu'ailier gauche. Elle est la première française repêchée en ligue professionnelle féminine nord américaine (LNHF et LCHF confondue).
Elle remporte la Coupe Clarkson en 2017 avec les Canadiennes de Montréal. Allemoz est également créditée pour son apport en équipe nationale qui est remontée dans le classement IIHF sous son capitanat, jusqu'à atteindre l'élite en 2019 pour la première fois de son histoire.
Après sa retraite sportive, elle devient entraîneuse en ligue élite féminine suédoise SDHL. 

## Biographie

### Jeunesse
Marion Allemoz commence le hockey à l'âge de 4 ans, à Chambéry, sa ville natale. Dernière d'une fratrie de 5 enfants, ses frères et sœurs pratiquent déjà ce sport et c'est donc naturellement qu'elle suit leurs traces. Elle joue avec l'équipe masculine de Chambéry jusqu'à ses 18 ans, lors de l'ouverture du pôle France en 2008. Elle y réalise quatre saisons et rencontre Danièle Sauvageau, coach de l'équipe féminine mais également fondatrice de l'équipe des Carabins de Montréal, entraineuse de l'équipe nationale canadienne pour les Jeux olympiques de 2002 et entraineuse des Canadiennes de Montréal en 2018. Celle-ci lui offre en 2011 l'opportunité de partir jouer à Montréal.

### Ligue universitaire
Marion Allemoz s'installe à Montréal et joue cinq saisons pour les Carabins de Montréal qui évoluent en championnat universitaire U Sports. C'est la première membre de l'équipe nationale française à traverser l'Atlantique pour venir jouer en ligue universitaire canadienne. Avec l'équipe, elle remporte deux titres nationaux en 2013 et 2016. Lors du tournoi de 2013, elle inscrit le second but de la finale contre les Dinos de Calgary, permettant une victoire sur le score de 3 à 2.
Lors de sa dernière année 2015-2016, elle reçoit le titre de co-capitaine avec Laurence Beaulieu, l'équipe se reposant notamment sur son expérience en tant que leader au sein de l'équipe de France. Les Carabins remportent ainsi un second titre sous le capitanat d'Allemoz, qui inscrit une aide lors de la victoire 8-0 en finale contre les Thunderbirds de l'UCB.

### Ligue élite
Elle participe ensuite au camp d'entrainement des Canadiennes de Montréal qui la sélectionne lors du repêchage d'entrée de la LCHF de 2016 en 24e position sur 25, lors du 5e tour. C'est la première française à être repêchée par une équipe nord américaine d'une ligue professionnelle féminine. Elle joue deux ans avec les Canadiennes, remportant une Coupe Clarkson en 2017.
Pour la saison 2018-2019, elle rejoint le championnat suédois avec l'équipe du MODO Hockey. Elle signe l'année suivante avec le même club et reçoit le titre de capitaine assistante. Elle y joue quatre ans avant de prendre sa retraite en tant que joueuse.

### International
Marion Allemoz a rejoint l'équipe de France sénior en 2005 et occupe le poste de capitaine de 2009 à 2022. Sous son capitanat, l'équipe a évolué dans le classement IIHF notamment depuis 2011 . Elle a remporté plusieurs victoires, comme une médaille d'or lors des championnats du monde Division IB en 2013, permettant l'accès à la Division IA. Elle remporte une médaille d'argent lors des mondiaux de 2016, et bien que l'équipe frôle l'élimination en 2017, elle remporte la médaille d'or lors de l'édition de 2018, qualifiant pour la première fois de son histoire l'équipe nationale féminine en division élite. L'équipe joue son premier championnat mondial en élite en 2019 mais ne parvient pas à se maintenir. La pandémie de Covid-19 contraint à l'annulation des éditions suivantes et Allemoz mène à nouveau son équipe à l'occasion du Tournoi de qualification olympique 2022  alors qu'elle dépasse les 200 sélections en équipe de France . Elle reste capitaine jusqu'en 2022, à l'occasion de sa dernière sélection avant la retraite sportive, pour le championnat du monde IA qui se déroule à Angers. L'équipe remporte le tournoi et sa seconde montée en élite de son histoire, une nouvelle fois avec Marion Allemoz dans ses rangs qui reçoit le titre de joueuse du match lors du dernier match décisif contre la Norvège ,. 

### Carrière d'entraîneuse
Elle est promue entraîneuse du Linköping HC dans la SDHL en 2022.

## Statistiques

### En club
| Saison      | Équipe                  | Ligue       |                            | Saison régulière           | Saison régulière           | Saison régulière           | Saison régulière           | Saison régulière           |                            | Séries éliminatoires       | Séries éliminatoires       | Séries éliminatoires       | Séries éliminatoires | Séries éliminatoires |
| Saison      | Équipe                  | Ligue       | PJ                         | B                          | A                          | Pts                        | Pun                        | PJ                         | B                          | A                          | Pts                        | Pun                        |                      |                      |
| 2011-2012   | Carabins de Montréal    | U Sports    | Statistiques indisponibles | Statistiques indisponibles | Statistiques indisponibles | Statistiques indisponibles | Statistiques indisponibles | Statistiques indisponibles | Statistiques indisponibles | Statistiques indisponibles | Statistiques indisponibles | Statistiques indisponibles |                      |                      |
| 2012-2013   | Carabins de Montréal    | U Sports    | Statistiques indisponibles | Statistiques indisponibles | Statistiques indisponibles | Statistiques indisponibles | Statistiques indisponibles | Statistiques indisponibles | Statistiques indisponibles | Statistiques indisponibles | Statistiques indisponibles | Statistiques indisponibles |                      |                      |
| 2013-2014   | Carabins de Montréal    | U Sports    | Statistiques indisponibles | Statistiques indisponibles | Statistiques indisponibles | Statistiques indisponibles | Statistiques indisponibles | Statistiques indisponibles | Statistiques indisponibles | Statistiques indisponibles | Statistiques indisponibles | Statistiques indisponibles |                      |                      |
| 2014-2015   | Carabins de Montréal    | U Sports    | 19                         | 5                          | 8                          | 13                         | 6                          | -                          | -                          | -                          | -                          | -                          |                      |                      |
| 2015-2016   | Carabins de Montréal    | U Sports    | 20                         | 5                          | 7                          | 12                         | 2                          | 3                          | 1                          | 0                          | 1                          | 1                          |                      |                      |
| 2016-2017   | Canadiennes de Montréal | LCHF        | 19                         | 1                          | 2                          | 3                          | 8                          |                            |                            |                            |                            |                            |                      |                      |
| 2017-2018   | Canadiennes de Montréal | LCHF        | 28                         | 4                          | 9                          | 13                         | 4                          | 2                          | 0                          | 1                          | 1                          | 0                          |                      |                      |
| 2018-2019   | MODO Hockey             | SDHL        | 28                         | 13                         | 10                         | 23                         | 10                         | 6                          | 0                          | 1                          | 1                          | 2                          |                      |                      |
| 2019-2020   | MODO Hockey             | SDHL        | 33                         | 10                         | 11                         | 21                         | 12                         | 2                          | 2                          | 2                          | 4                          | 2                          |                      |                      |
| 2020-2021   | MODO Hockey             | SDHL        | 36                         | 12                         | 12                         | 24                         | 12                         | 2                          | 1                          | 0                          | 1                          | 2                          |                      |                      |
| 2021-2022   | MODO Hockey             | SDHL        | 36                         | 11                         | 8                          | 19                         | 14                         | 3                          | 0                          | 0                          | 0                          | 0                          |                      |                      |
| 2021-2022   | MODO Hockey 2           | Division 1  | 1                          | 0                          | 0                          | 0                          | 0                          | -                          | -                          | -                          | -                          | -                          |                      |                      |
| Totaux LCHF | Totaux LCHF             | Totaux LCHF | 47                         | 5                          | 11                         | 16                         | 12                         | 2                          | 0                          | 1                          | 1                          | 0                          |                      |                      |

### International
| Année | Équipe | Compétition                            |   | PJ | B | A  | Pts | Pun            |  | Résultat |
| 2007  | France | Championnat du monde Division I        | 5 | 2  | 2 | 4  | 8   | 3e Division I  |  |          |
| 2008  | France | Championnat du monde Division I        | 5 | 1  | 2 | 3  | 8   | 4e Division I  |  |          |
| 2009  | France | Championnat du monde Division I        | 5 | 1  | 6 | 7  | 0   | 6e Division I  |  |          |
| 2011  | France | Championnat du monde Division II       | 4 | 2  | 0 | 2  | 2   | Division II    |  |          |
| 2012  | France | Championnat du monde Division IB       | 5 | 4  | 0 | 4  | 0   | 3e Division IB |  |          |
| 2013  | France | Championnat du monde Division IB       | 3 | 3  | 7 | 10 | 4   | Division IB    |  |          |
| 2014  | France | Championnat du monde Division IA       | 5 | 4  | 0 | 4  | 4   | 4e Division IA |  |          |
| 2015  | France | Championnat du monde Division IA       | 5 | 4  | 3 | 7  | 2   | 3e Division IA |  |          |
| 2016  | France | Championnat du monde Division IA       | 5 | 5  | 4 | 9  | 0   | Division IA    |  |          |
| 2017  | France | Championnat du monde Division IA       | 5 | 0  | 0 | 0  | 0   | 6e Division IA |  |          |
| 2018  | France | Championnat du monde Division IA       | 5 | 0  | 3 | 3  | 4   | Division IA    |  |          |
| 2019  | France | Championnat du monde                   | 5 | 0  | 2 | 2  | 8   | Dixième place  |  |          |
| 2021  | France | Tournoi Qualifications Olympiques 2022 | 3 | 0  | 0 | 0  | 0   | Non qualifiée  |  |          |
| 2022  | France | Championnat du monde Division IA       | 4 | 2  | 1 | 3  | 0   | Division IA    |  |          |